# Dreilandenkoog
Der Dreilandenkoog ist ein Koog auf der Halbinsel Eiderstedt im schleswig-holsteinischen Kreis Nordfriesland.

## Geografie
Der Dreilandenkoog liegt im südlichen Teil von Eiderstedt. Die heutigen Begrenzungen sind im Süden die Landstraße 305 (Eiderdammstraße), im Nordosten die Kreisstraße 5 (Borsthusen) und im Nordwesten die Straßen Süderdeich sowie Harmonie. Im Kooggebiet befinden sich die Orte Dreilandenkoog, Krimm und Harmonie. An den Dreilandenkoog grenzen im Süden der Grothusen- und Wilhelminenkoog, im Westen der Bürkoog, im Norden der Mittel- und Wattkoog sowie im Osten der Kornkoog.

## Geschichte
Unter der Leitung des niederländischen Deichgrafen Johann Clausen Rollwagen wurde 1613 der Dreilandenkoog eingedeicht. Seinen Namen Dreilanden bezieht dieser Koog aus der Tatsache, dass sich der neue Koog zwischen den sogenannten Dreilanden, den drei insularen Harden Utholm, Everschop und Eiderstedt, befand, die dadurch zu einer Halbinsel zusammenfügt wurden und seitdem den Gesamtnamen Eiderstedt trugen.